# Port Saint Mary
Port Saint Mary (Purt le Moirrey en mannois) est un village côtier situé au sud de l'île de Man. Il comptait 1 941 habitants au recensement de 2001.

## Géographie
Port Saint Mary se trouve dans la région sud-ouest de l'île, à côté de la petite ville de Port Erin.
Le village est desservi au nord-ouest par une gare ferroviaire gérée par le chemin de fer de l'île de Man.

## Le port
À l'origine célèbre pour son port de pêche et de commerce, le village compte aujourd'hui encore de nombreux pêcheurs. Le port extérieur est accessible même par marée basse, ce qui en fait un cas unique sur l'île de Man. Depuis 1896, la Royal National Lifeboat Institution possède à Port Saint Mary une station qui compte plusieurs bateaux de sauvetage.
Le port intérieur est sec à marée basse.